# Symplecta taficola
Symplecta taficola là một loài ruồi trong họ Limoniidae. Chúng phân bố ở miền Australasia.